# بيريبيري
بيريبيري هي بلدية في البرازيل، ومستوطنة، تتبع بياوي، بلغ عدد سكانها 61٬834  نسمة، في 2010، تبلغ مساحتها 1٬408٫928 كيلومتر مربع.